# Екдизис
Екдизис или пресвлачење је одбацивање старог телесног оклопа код зглавкара, ваљкастих црва и још неких типова животиња (група Ecdysozoa). Они то повремено чине како би могли да расту.

## Процес
Код рака, пуца хитинска опна на граници између главено грудног и трбушног региона и тако се оклоп одиже. Животиња из тог старог оклопа излази прво извлачећи главу. Коначно, рак узима воду, од које се надује и тако повећа своју запремину пре него што очврсне нови оклоп. Цео процес може да траје неколико часова.
- Процес код инсеката започиње раздвајањем кутикуле од доњег слоја епидермалних ћелија.
- Након одвајања, простор између кутикуле и епидерма се испуни течношћу, која садржи инактиван ензим, који ће се активирати тек када се излучи нова кутикула.
- Горњи слојеви старе кутикуле се разграђују ензимима, да би касније били апсорбовани. Инсект се онда пресвлачи.